# Stenocrates omissus
Stenocrates omissus är en skalbaggsart som beskrevs av S. Endrödi 1966. Stenocrates omissus ingår i släktet Stenocrates och familjen Dynastidae. Inga underarter finns listade i Catalogue of Life.